# Amber Peterson
Amber Peterson (* 24. April 1982 in Thunder Bay) ist eine ehemalige kanadische Freestyle-Skierin, die auf die Disziplin Aerials (Springen) spezialisiert war.

## Werdegang
Peterson nahm im Dezember 1999 in Blackcomb erstmals am Freestyle-Skiing-Weltcup teil, wobei sie den 15. Platz errang. In der Saison 2003/04 erreichte sie mit neunten Plätzen in Harbin sowie in Špindlerův Mlýn ihre ersten Top-Zehn-Platzierungen im Weltcup und zum Saisonende den 19. Platz im Aerials-Weltcup. In der folgenden Saison belegte sie mit zwei Top-Zehn-Ergebnissen den 22. Platz im Aerials-Weltcup und bei den Weltmeisterschaften 2005 in Ruka den 15. Platz. Nach Platz 16 in Changchun zu Beginn der Saison 2005/06, kam sie im Weltcup fünfmal unter den ersten Zehn. Dabei erreichte sie in Lake Placid mit dem zweiten Platz ihre einzige Podestplatzierung im Weltcup und zum Saisonende mit dem 34. Platz im Gesamtweltcup sowie den zehnten Rang im Aerials-Weltcup ihre besten Gesamtergebnisse. Beim Saisonhöhepunkt, den Olympischen Winterspielen 2006 in Turin, sprang sie auf den 15. Platz. Zudem wurde sie im März 2006 kanadische Meisterin. Bei den Weltmeisterschaften im folgenden Jahr in Madonna di Campiglio kam sie erneut auf den 15. Platz. In der Saison 2008/09 siegte sie bei den kanadischen Meisterschaften und belegte bei den Weltmeisterschaften 2009 in Inawashiro den 11. Platz. In der folgenden Saison errang sie den 13. Platz im Aerials-Weltcup und absolvierte in Lake Placid ihren 52. und damit letzten Weltcup, welchen sie auf dem neunten Platz beendete.

## Erfolge

### Olympische Spiele
- 2006 Turin: 15. Platz Aerials

### Weltmeisterschaften
- 2005 Ruka: 15. Platz Aerials
- 2007 Madonna di Campiglio: 15. Platz Aerials
- 2009 Inawashiro: 11. Platz Aerials

### Weltcupwertungen
| Saison    | Gesamt | Gesamt | Moguls | Moguls |
| Saison    | Platz  | Punkte | Platz  | Punkte |
| --------- | ------ | ------ | ------ | ------ |
| 1999/2000 | 56.    | 11     | 24.    | 44     |
| 2000/01   | 60.    | 12     | 30.    | 48     |
| 2001/02   | 74.    | 2      | 34.    | 8      |
| 2002/03   | 54.    | 39     | 22.    | 232    |
| 2003/04   | 59.    | 14     | 19.    | 172    |
| 2004/05   | 58.    | 14     | 22.    | 163    |
| 2005/06   | 34.    | 25     | 10.    | 271    |
| 2006/07   | 90.    | 3      | 21.    | 18     |
| 2007/08   | 56.    | 15     | 18.    | 135    |
| 2008/09   | 58.    | 16     | 20.    | 109    |
| 2009/10   | 35.    | 21     | 13.    | 127    |

### Weitere Erfolge
- 2 kanadische Meistertitel (2006, 2009 Aerials)